# Albeni (gmina)
Albeni – gmina w Rumunii, w okręgu Gorj. Obejmuje miejscowości Albeni, Bârzeiu de Gilort, Bolbocești, Doseni, Mirosloveni i Prunești. W 2011 roku liczyła 2587 mieszkańców.